# University of Montana System
Das University of Montana System ist seit dem 1. Juli 1994 ein Verbund staatlicher Universitäten im US-Bundesstaat Montana. Dem Verbund gehören an:
- University of Montana – Missoula (Hauptcampus)
- University of Montana – Western (in Dillon)
- Montana Tech of The University of Montana (in Butte)
- University of Montana – Helena College of Technology (in Helena)